# Капустная моль
Капустная моль (лат. Plutella xylostella) — вид бабочек из семейства серпокрылые моли (Plutellidae), вредитель крестоцветных культур. Распространена повсеместно, но наибольший вред наносит лесостепи и степи.

## Описание
Размах крыльев 12—16 миллиметров, окраска от серо-коричневого до тёмно-бурого. На передних крыльях есть волнистая белая или желтоватая полоска. Яйцо овальное, длиной 0,4—0,5 миллиметра и шириной 0,2—0,3 миллиметра с мелкими точками на поверхности. Гусеница первого возраста почти без пигментации, голова тёмно-коричневая. Окраска гусениц старших возрастов от зелёного до тёмно-коричневого. Длина гусеницы старшего возраста 7—11 миллиметров. Куколка длиной 7 миллиметров, сначала бледно-зелёная, затем темнеет. Находится в серебристо-белом рыхлом коконе, достаточно прочно прикреплена к субстрату. Длина кокона — 8, ширина — 2—2,5 миллиметра.

## Экология
Зимуют куколки и частично бабочки. Лёт начинается в апреле. Бабочки летают преимущественно в сумерках, питаются нектаром капустных растений. Яйцекладка продолжается 10—20 дней. Самки откладывают по 1—4 яйца на нижнюю сторону или черешок листа. Полный цикл развития моли продолжается 30—35 дней. Сумма эффективных температур для полного цикла развития одного поколения составляет 390—410 °С. В течение года развивается в 4—5 поколениях. Лёт бабочек следующего поколения накладывается на предыдущее и длится с конца апреля до середины сентября. Известно более 40 видов энтомофагов моли. B отдельные годы они способны уничтожить до 90 % гусениц и куколок вредителя. Основными видами являются нитобия (Nitobia fenestralis и Nitobia armillata B.), диадромус (Diadromus subtilicornis и Diadromus ustulatus Holmgr), апантелес (Apanteles futliginosus и Apanteles vestalis Hal.). B яйцах паразитируют виды рода трихограмма (Trichogramma). Гусеницы и куколки поражаются грибными болезнями из рода энтомофтора (Entomophthora). Эпизоотии, вызванные ими, появляются после продолжительных дождей.

## Меры борьбы
Существуют следующие способы борьбы с вредителем:
Механический
- Сбор и уничтожение остатков капусты и других капустных культур, где зимует вредитель.
- Глубокая вспашка.
- Уничтожение сорняков, на которых развиваются гусеницы первого поколения.
- Установка ловушек. Дело в том, что эти бабочки перемещаются в вечернее время или ночью, но при этом очень хорошо реагируют на свет, можно заметить как они вьются под лампами освещения. Этим садоводы и пользуются. Ловушка представляет собой обычный настольный светильник, свет которого направлен вертикально вниз на блюдце белого цвета, с налитым в него растительным маслом. Расстояние от плафона до блюдца порядка 10-15 см. Бабочки летят на свет и падают в масло, откуда выбраться они уже не могут. Ловушка ставится на грядки или между ними. За ночь можно поймать до 100 (а то и больше) особей этого вредителя.

Химический
Препараты из химических классов пиретроиды и диамиды используются, когда степень заражения молью достигает около 10 % растений.
Биологический
Эффективным является использование бактериальных препаратов — инсектицидов (лепидоцид, дендробациллин, битоксибациллин, дипел, бактоспеин). Пороговые уровни вредоносности в фазе листовой розетки капусты составляют 3—6 гусениц на одно растение при заселении 15—20 % растений. В фазе формирования головки — 2—4 гусеницы на растение при заселении 15-25 % растений и 3-5 гусениц на растение при заселении 15—25 % растений в фазе плотной головки.
Народные средства
- Воздействие отпугивающими запахами (цитрусы, уксус, лаванда, хозяйственное мыло, табак).
- Раствор из мыла и золы.
- Настой из чистотела или полыни.